# Jens Magnussen
Pour les articles homonymes, voir Magnussen.
Jens-Christian Magnussen (né le 12 février 1956 à Brunsbüttelkoog) est un homme politique allemand de la CDU.

## Biographie
Après ses études secondaires en 1973 à la Boje Realschule de Brunsbüttel, Magnussen termine un apprentissage d'ingénieur électricien au chantier naval Hugo Peters à Wewelsfleth en 1975. Il travaille ensuite pour une entreprise d'installation à Brunsbüttel. De 1977 à 1979, Magnussen étudie à l'école technique d'électrotechnique/électronique de Meldorf, qui se termine par le test d'aptitude à devenir formateur. Magnussen travaille ensuite comme opérateur d'usine dans une entreprise chimique et à partir de 1980 en tant qu'employé technique dans une entreprise d'installation. En 1981, il passe dans un bureau d'études en tant qu'employé technique. Magnussen est indépendant avec un bureau de planification pour l'électrotechnique depuis 1990. En 2000, il réussit l'examen pour devenir un master en génie électrique à la Chambre de commerce et d'industrie de Flensburg.
Jens Magnussen est marié et père de deux fils.

## Politique
1995 Magnussen rejoint la CDU. Magnussen est membre du conseil municipal de Brunsbüttel de 1998 à 2005 et de 2008 à 2013, où il est vice-président du groupe du conseil de la CDU jusqu'en 2005. De 2003 à 2008, il est président du conseil consultatif local de Westerbüttel / Osterbelmhusen. En 2005, il est président de l'arrondissement de Dithmarse.

## Parlementaire
De 2005 à 2017, Magnussen est pour trois mandats parlementaires membre du Landtag de Schleswig-Holstein en représentant la circonscription Dithmarse-Sud. Au sein du groupe parlementaire d'État CDU, il est le porte-parole de la politique énergétique depuis 2009.
En 2017, il quitte le Landtag.

## Autres
De 1996 à 2003, Magnussen est président d'un club sportif de 600 membres.